# Vegusdals kommun
Vegusdals kommun (norska: Vegusdal kommune) var en kommun i Aust-Agder fylke i södra Norge. Kommunen omfattade den nordvästra delen av nuvarande Birkenes kommun. Byn Engesland utgjorde kommunens centralort.

## Administrativ historik
Vegusdals kommun upprättades den 1 januari 1877 när den dåvarande kommunen Evje og Vegusdal delades i två och de båda kommunerna Evje respektive Vegusdal bildades. Kommunen hade 935 invånare vid upprättandet.
Den 1 januari 1967 gick Vegusdals kommun, tillsammans med Herefoss kommun, upp i Birkenes kommun. Kommunens hade då 582  invånare.